# آئنیاس و سیبیل در دنیای مردگان
آئنیاس و سیبیل در دنیای مردگان (انگلیسی: Aeneas and the Sibyl in the Underworld) اثر هنری یان بروگل جوان است که در دهه ۱۶۳۰ نقاشی شده‌است. این نقاشی از سال ۱۹۹۱ در مجموعه موزه متروپولیتن هنر در شهر نیویورک است. این نقاشی برگرفته از تصاویری از انئید، یک شعر حماسی که در روم باستان توسط ویرژیل سروده شده‌است. آئنیاس قهرمان (داستان) همراه با سیبیل کومایی یک کاهنه معبد به هادس سفر می‌کند.